# Tomi Yo
Tomi Yo（トオミ ヨウ、1980年11月14日 - ）は、日本のシンガーソングライター、キーボーディスト、編曲家、音楽プロデューサー。父親は音楽プロデューサーの須藤晃。
Tomi Yo名義でのソロやMarkov Chain Montecalroなどのグループでの活動のほか、楽曲提供や音楽プロデューサー、編曲家、他歌手のサポートなどマルチプレイヤーとして活動。

## 人物
ソロ歌手としての活動と並行して、槇原敬之、玉置浩二、トータス松本、ポルノグラフィティ、土岐麻子、Cocco、秦基博、aiko、平井堅、中島美嘉、Uru、米津玄師といった多種多様な歌手の作品に参加。編曲家、音楽プロデューサーとして活動。
特に石崎ひゅーいとの関わりは深く、デビュー作以降の殆んどの作品に音楽プロデューサーとして参加。またその流れで石崎に影響を受けたことを公言しているあいみょん・石崎に楽曲提供を受けることの多い菅田将暉の作品も手がける。アコースティック、バンドサウンドからエレクトロ系まで、幅広い楽曲に対応できる編曲家として適応力の高さ・歌手の豊かな感情表現を引き出すプロデュース能力が特徴。

## 来歴
幼少の頃習ったピアノをきっかけに音楽を作り始める。
2004年3月、尾崎豊のトリビュート・アルバム『"BLUE" A TRIBUTE TO YUTAKA OZAKI』に尾崎の息子・尾崎裕哉とのスペシャルユニット・Crouching Boysで参加。
2020年、萩原慎一郎をモチーフにした映画『滑走路』の主題歌、Sano ibuki「紙飛行機」の編曲を手掛ける。

## ディスコグラフィー

### アルバム
|     | 発売日        | タイトル                                   | 規格 | 規格品番 |
| --- | ------------- | ------------------------------------------ | ---- | -------- |
| 1st | 2003年9月18日 | Six Raves Render                           | CD   | KPA-0002 |
| 2nd | 2011年4月27日 | Do Touch Cheek                             | 配信 |          |
| 3rd | 2011年6月29日 | I Don't Wanna Cry On Your Shoulder Tonight | 配信 |          |

### 「CasualSnatch」名義

#### アルバム
|     | 発売日       | タイトル           | 規格 | 規格品番 |
| --- | ------------ | ------------------ | ---- | -------- |
| 1st | 2003年4月4日 | Lyric Pyramid Arts | CD   | KPA-0001 |

#### ミニ・アルバム
|     | 発売日        | タイトル   | 規格 | 規格品番 |
| --- | ------------- | ---------- | ---- | -------- |
| 1st | 2003年9月18日 | 空影今模様 | CD   | KPA-0003 |

## プロデュース・編曲
- Ivy to Fraudulent Game
- aiko
- あいみょん
- 青田典子
- Aqua Timez
- 安全地帯
- 安藤裕子
- 石崎ひゅーい
- Uru
- ecosystem
- 大泉洋（俳優・TEAM NACS）
- 尾崎裕哉
- オレンジスパイニクラブ
- 片平里菜
- 川畑要
- 桐嶋ノドカ
- クアイフ
- Cocco
- 佐香智久
- Sano ibuki
- SHE'S
- ジェロ
- しゅーじまん
- 私立恵比寿中学
- Skoop On Somebody
- 須田景凪
- 菅田将暉
- Superfly
- Sexy Zone
- Song Riders
- 高田梢枝
- 竹友あつき
- 玉置浩二
- DISH//
- 土岐麻子
- 9nine
- 中島愛
- 中島美嘉
- 中谷優心
- 中田裕二
- にしな
- 二宮和也
- NEWS
- 秦基博
- 馬場俊英
- 番匠谷紗衣
- 平井堅
- 平原綾香
- ピンキー!ノーラ&ペトラ
- V6
- 堀田家BAND（亀梨和也+玉置浩二）
- ポルノグラフィティ
- 槇原敬之
- トータス松本
- MINMI
- 山本彩
- YUKI
- ゆず
- 夢みるアドレセンス
- 米津玄師
- 緑黄色社会
- 麗奈

## 楽曲提供
作曲
- 石崎ひゅーい
- 桐嶋ノドカ
- 土岐麻子
- 番匠谷紗衣
- ピンキー!ノーラ&ペトラ
- 20th Century
- MINMI

編曲
- あいみょん
- aiko
- Uru
- Sexy Zone

## 劇伴
- 映画「ほしのふるまち」（音楽監督を担当）
- ポエトリー・リーディング・アルバム『真空の中でも嵐は起こる』『巨人の輪郭』
  - 尾崎豊が書いた詩の朗読にオーケストラアレンジのサウンドを加えた。

### 舞台
- ミュージカル「愛の唄を歌おう」（編曲および演奏で参加）

### キャンペーンソング
- FM802×TSUTAYA ACCESS!キャンペーンソング
  - 「STAY TUNE」 - Buzz Connections[注 1]
  - 「栞」 - Radio Bestsellers[注 2]
  - 「メロンソーダ」 - Radio Darlings[注 3]
  - 「僕のBUDDY‼︎」- レディオカリー
- FM802×阪神高速道路 ACCESS!キャンペーンソング
  - 「春は溶けて」- Radio Bootsy
- FM802×ナカバヤシ ACCESS!キャンペーンソング
  - 「AOZORA」- THE HAJIMALS

## サポート

### レコーディング
- 安藤裕子
- 石崎ひゅーい
- Ghost like girlfriend
- 平井堅

### ライブ
- Cocco
- 玉置浩二
- トータス松本
- 秦基博
- 平井堅
- 槇原敬之
- Rake